# Julianów (powiat chełmski)
Julianów – kolonia w Polsce położona w województwie lubelskim, w powiecie chełmskim, w gminie Siedliszcze.
W latach 1975–1998 miejscowość należała administracyjnie do województwa chełmskiego. 
Kolonia wchodzi w skład sołectwa Adolfin. Według Narodowego Spisu Powszechnego (III 2011 r.) liczyła 19 mieszkańców i była najmniejszą miejscowością gminy Siedliszcze.
Wierni Kościoła rzymskokatolickiego należą do parafii Chrystusa Pana Zbawiciela w Podgórzu.